# 幻想のアルテミス
『幻想のアルテミス』（げんそうのアルテミス）は、翔泳社より2000年1月27日に発売されたPlayStation用ゲームソフト。英題は『ALTEMIS OF ILLUSION』または『Actress School Mystery Adventure』。
多くのギャルゲーを輩出したアストロビジョンが、翔泳社より「一風変わったギャルゲーを」との依頼により制作したゲームであり、サスペンスと恋愛の2つの要素を持っている。
キャラクターデザインは猫有馬。採用になった経緯は繊細なタッチの絵が描けることとゲーム業界ではまだ新鮮なイメージがあったから。
製作期間は1年3か月から4か月。舞台が人里離れた芸能学校にしたのは、閉鎖空間内における、愛憎劇や出世をめぐる足の引っ張り合いにし、かつ普通の女の子じゃなく少し"色"を持たせたかったから。本作の参考にした作家・作品として、監督の浅川政夫は赤川次郎、『三姉妹探偵団』、『Wの悲劇』、『雪の断章 -情熱-』を挙げている。

## 概要
主人公が探偵として、5人のヒロインとの恋愛を軸としつつ、依頼された事件の解決を目指すゲームである。芸能アカデミーで起きた謎の自殺騒動に挑む。探偵として依頼された主人公は講師として学園に潜り込み、ヒロインたちと交流しながら手がかりを集めて真相を追う。
プロローグを終えた後、5人のヒロインの中から1人を選択することで、以降は5つの物語に分岐する。各物語はそれぞれ独立しており、物語次第では事件の真相、犯人が異なる上、各登場人物の設定も異なる。
また基本はギャルゲーであるため、主人公の捜査中の行動や会話によって、ヒロインたちが主人公に対して抱く好感の度合いが変化する。当初の目的である事件解決に至っても、ヒロインとの恋愛が成就しなければ、グッドエンドとはならない。
さらに5人目のヒロインは、本来は主人公の捜査のサポート役である。当初はヒロインの選択肢は4人のみであり、5人目を選択するにはゲーム中で一定の条件を満たす必要がある。

## システム
主人公は生駒アクトレス・スクールに滞在して調査を行う。生駒アクトレス・スクール内はいくつもの行先が存在し、そこに赴いてイベントを起こす事で進行する。イベントは当該エリアに赴くだけで発生する場合や、出会った人に聞き込みをしないと発生しないものもある。必須イベントを起こすと主人公が「部屋に戻ってもいい時間だ」という旨の発言をし、自室に良子が出現する。そこで良子に「今日はおしまいにする」と答えるとセーブ画面を経由して翌日に進む。ゲーム中でセーブ可能なのはここだけ。
必須イベントは日にちを跨ぐ場合もあり、必ずしも全てのイベントが1日で発生するとは限らない。また、必須ではないが各シークエンスには事件に関わる任意イベントも存在し、これらも探し出して発生させなければ事件は解決できない。これら任意イベントの多くは主人公の独り言でヒントが呟かれる。他にはランダムで発生する恋愛イベントが点在しており、出会ったキャラクターへの対応によって好感度が変化する。
自室では証拠の検証が可能であり、各登場人物から得られた証言を確認したり、物的証拠を詳しく調べ直せる。これによって主人公が新たな事実に気付いたり、複数の情報を結び付けて新たな可能性を示す事があり、それがイベント進行フラグとなる場合もある。また、キャラクターのプロフィールの参照やヒロイン候補の好感度の確認も可能。
事件終盤にはトリックの解明、犯人の名指しなど、事件の真相を明確に指摘したり、危機に陥ったヒロインを救うための正しい行動を取らなければならず、大抵の場合、失敗したらそのままゲームオーバーとなる。
事件を解決するとヒロインに告白するパートに入る。当該ルート以外のヒロインにも告白可能だが、その場合はランダムイベントだけで好感度を獲得しなければならず、成就は厳しい。
ハッピーエンドを迎えたヒロインは、タイトル画面から当人のイベントCGやバストアップを鑑賞したり、後日談を見る事が可能。5人のヒロイン全員とハッピーエンドを迎えると、5人の小芝居の後で特殊なCGが見られる。

## 物語
舞台は多くの女性トップアイドルを世に送り続けている女子専門芸能学校、生駒アクトレス・スクール。ある夜、学校でも屈指の実力の持ち主である生徒・高原かおるが屋上から飛び降りて死亡する。警察の判断は自殺だが、その動機は謎のまま。理事長・生駒江里子は事件解決のために日下部探偵事務所を訪れ、主人公・日下部恭一に調査を依頼する。恭一は江里子や遠縁の生駒良子の提案で、新任講師という名目で学園に潜入し、良子と共に調査を開始する。
みこと編
学園の創設者・生駒健太郎の遺作となったミュージカル『アルテミスの階段』は、主演予定のかおるの死により中断を余儀なくされるかと思われたが、三香原さらさが主演となって開催が決定。しかし練習中、さらさまでもが何者かの工作で負傷し、国栖みことに主演の白羽の矢が立つ。
さらさ編
かおるの死後、さらさへの執拗な嫌がらせが続くようになる。さらさが出演を目指す大規模ファッションショー「エストー・ブイジョーネ」は、出演候補のかおるがさらさに敗れたという経緯があった。犯人はそれを快く思わない者の仕業なのだろうか。
こずえ編
泊瀬こずえがさらさの付き人となって以来、さらさに何者かの執拗な嫌がらせが始まる。さらさはこずえを犯人と疑うが、こずえの真意はさらさを何者かから守ることであった。では真犯人は何者なのか?
さらさ編とは関わりが深く背景は共通しているが、途中から事件は異なった展開を見せる。
萌編
姫島萌主演、かおる・小山田まお共演の映画『凍える夏』。かおるの死は、映画の彼女の設定通りであった。そして撮影期間中、まおまでもが他殺体で発見される。次々に映画の台本通りに惨劇が続いてゆく。
良子編
良子が学園に入学した理由。それは養父・生駒良太郎の死に、学園内の何者かが関与していると睨み、その証拠をつかむためだった。恭一は良子と共に、かおるの遺した手紙を手掛かりとして生駒の死の謎を追う。
条件を満たすと分岐可能。推理が必要な場面はほとんど無く、シナリオ自体も短い。

## 登場人物
男性キャラクター名の一部はSMAPから採られており、女性キャラクター名は万葉集に出てくる地名を元ネタにしている。
日下部 恭一（くさかべ きょういち）
主人公（プレイヤー）。大学3年生。父の探偵業をたびたび手伝っていたものの、父の急死により探偵事務所を受け継ぐ羽目になる。尾行や調査などの基本知識は備えているが、所詮は新米探偵である。運動神経も中の上で、格闘関連も堪能とは言い難い。21歳。
作中ではバストアップは存在せず、イベントCGに登場する際もいずれも顔が隠れる形で描かれている。

### ヒロイン
いずれも生駒アクトレス・スクールの生徒。
国栖 みこと（くにす みこと）
声：川澄綾子
舞台女優を目指す少女。活発そうな外見とは対照的に、おっとり気味の性格で、少々天然ボケ、恋愛感情にも鈍感だが、基本的にはいつも前向き、元気で明るく振舞う。良い・悪い双方の意味で芸能界に慣れていない「普通」の少女である。特技の剣道は初段の腕前。ある意味で作品の世界観を背負うキャラクターとされている。17歳。
三香原 さらさ（みかはら さらさ）
声：柚木涼香
在学中でありながら、既に第一線のグラビアモデルとしても活躍している。高いプライドの持ち主で、振る舞いも高圧的なために反感を買う者も多いが、その実、その表面的態度に隠された彼女の本心や素顔は誰も知らない。19歳。
泊瀬 こずえ（はつせ こづえ）
声：篠原恵美
歌手志望。内向的な性格のために無口で、感情をあまり表に出さない。人前でろくに演技が出来ない事から「来るところを間違えたのではないか」と囁かれるほどだが、その歌唱力は日本トップクラスで、ピアノ演奏の腕前も学園随一。三香原さらさに対してとある恩義があり、恩返しのために自ら進んで彼女の仕事の付き人を務めている。18歳。11月15日生まれ。
姫島 萌（ひめしま もえ）
声：西原久美子
「10年に1人」と言われるほどの芝居の天才児。その演技力は、一種の自己暗示により役柄になりきってしまうというもので、演技中の彼女はまさに別人。一方、役に入り込み過ぎて自我を無くしたトランス状態となる事すらあり、この際は当人の意思や記憶も失われるという危うさも孕んでいる。普段は天真爛漫な性格で、学園のマスコット的存在。恭一を「お兄ちゃん」と呼んで慕う。15歳。2月26日生まれ。
生駒 良子（いこま りょうこ）
声：大谷育江
理事長・生駒江里子の遠縁。本来は芸能人ならぬ作家志望だが、わけありで学園に入学した。屈託のない性格と好奇心の持ち主。推理小説ファンならではの推理力と情報力で恭一をサポートするが、普段は学園内で奇行を取る事もしばしばのお騒がせ娘。その境遇とは裏腹に作中の生徒では唯一普段から制服を着ている（イメージイラストでは私服）。概要で触れた5人目のヒロイン。17歳。

### 生駒アクトレス・スクール生徒
高原 かおる（たかはら かおる）
声：西沢広香
学園内でも屈指の実力を持つ国民的美少女であったが、突如として謎の死を遂げる。この事件は学園のみならず業界全体に波紋を広げ、この物語全体の発端となる。17歳没。
物語の発端となった人物だが、概要で述べた通りその死の真相はルートによって全く異なる。
小山田 まお（おやまだ まお）
声：みちる
いつでもどこでも元気だけが取り得の能天気な少女。それだけに親しみやすい性格でもあるが、奇抜な思考に周囲がついて行けないこともたびたび。16歳。
笹本 あおい（ささもと あおい）
声：雪乃五月（現：雪野五月）
女子寮の寮長。学園生徒有数のしっかり者で、皆からの信頼も厚いが、厳しい性格のために融通が利かないのが玉に瑕。俗にいうボク少女であり、美少年のような風貌だけに同性から大人気。19歳。
菅原 リカ（すがわら リカ）
声：みちる
中途入学の生徒で、同じく中途入学であるみこと、かおるとは親友同士。数か月前に突如、退学して失踪。それが本事件と関りがあるのではと、一部で思われている。18歳。
※みこと編のみ登場

### 生駒アクトレス・スクール経営陣・講師陣
生駒 江里子（いこま えりこ）
声：篠原恵美
理事長。学園創設者である夫・生駒健太郎の死後、夫の遺した本学園を女手一つで取り仕切ってきた敏腕経営者。まさに外見も中身もキャリアウーマン。自身も元女優。38歳。
村岡 篤春（むらおか とくはる）
声：高松直輝
学長として経営の片翼を担う一方、大手芸能プロダクション社長も兼任する多忙な人物。温厚で人当たりが良いが、多忙なだけに学園不在が多い。42歳。
橘 光枝（たちばな みつえ）
声：一輝あい
演技指導官で、講師陣では最年長。規律に厳しく、生徒たちからは鬼のように恐れられている。本人によると50年前は名の知れたアイドルだったと言う。68歳。
メインストーリー上では出番が無く、登場人物の中で唯一どのルートにも関わらない。
森里 みどり（もりさと みどり）
声：井上喜久子
作曲家兼歌唱指導官。かつては人気アイドルだったが、引退後は本学園の専任講師を務めている。人当たりの良さや元芸能人という経歴もあって、生徒たちの良き相談相手。現在でも現役で通用する美貌とスタイルを持つ。28歳。
西条 五郎（さいじょう ごろう）
声：山口雅義
演技指導官で、生駒健太郎に師事した現役の演出家でもある。才能は確かだが、自身を天才と称する自信家を通り越した自惚れ屋。女に手を出すのも早く、教師としても可愛い子ばかり熱心に指導する上にそれ以外の人間に対しては態度も悪いので、生徒たちからの評判は良くない。35歳。
生駒 健太郎（いこま けんたろう）
故人。元は劇作家・演出家として一時代を築いた人物だが、一線を退いた後、後進の育成のために本学園を創設した。59歳没。

### その他
吾妻 剛（あずま つよし）
声：佐倉徹
刑事（警部補）。強引な力技の捜査により数々の事件を解決したベテラン刑事である。かおるの死因を探るために本学園を訪れる。52歳。
御手洗 拓也（みたらい たくや）
声：大橋隆昌
フリー・ジャーナリスト兼カメラマン。本学園のスキャンダルを狙って頻繁に園内に侵入する。自分の姓を「おてあらい」と誤読されるとひどく不機嫌になる。挙動不審な怪しい人物だが、その職業柄、主人公にとって助けとなる事も多い。31歳。
岩野 洋輔（いわさき ようすけ）
声：野本祥之
映画監督。本業のみならず各分野で活躍を続ける、若き天才マルチクリエイター。萌の主演映画『凍える夏』の監督を務める。29歳。
※萌編のみ登場
篠崎 雅弘（しのざき まさひろ）
声：江森太郎
映画『凍える夏』の主演俳優で、人気・実力共にトップの座に就く男性アイドルタレント。18歳。
※萌編のみ登場
松浦 慎吾（まつうら しんご）
声：神田陽司
本学園の生徒のようなアイドル予備軍を追い回すカメラ小僧。その行為は生徒のみならず、学園全体から問題視されている。萌がお気に入りだが、その情熱は本物で、悪気はないらしい。20歳。
※萌編のみ登場

## 主題歌
「アルテミス・イリュージョン」
作詞：麻生優子、作・編曲：浅川政夫、歌：川澄綾子
ゲームに収録されているのは1コーラスのみのショート版で、CDなどの収録メディアは一切存在せず、未発売の曲となっている。ただし、作曲者である浅川政夫の公式サイトでのみ、フルコーラス版が2009年のサイト閉鎖までストリーミング配信されており、そのフルコーラス版の歌詞が設定資料集である「公式パーフェクトコレクション」に掲載されている。

## 関連作品
『幻想のアルテミス 迷宮の少女』（げんそうのアルテミス めいきゅうのしょうじょ）
2000年にメディアワークスから発行された小説。丘峰生著。大舞台作品の主役に抜擢された姫島萌が生駒アクトレス・スクール内でトラブルに巻き込まれ、生駒良子の依頼を受けた日下部恭一が再び調査のために学園を訪れる物語。本ゲームの萌編の後日談だが、ゲーム中で恭一と出会っているはずの一部登場人物が小説内では初対面である、などの設定の差異も見受けられる。